# Reinhard E. Fischer
Reinhard Ernst Fischer (* 1937) ist ein deutscher Sprachwissenschaftler, Namenforscher und Übersetzer.

## Leben und Wirken
Reinhard E. Fischer studierte an der Humboldt-Universität zu Berlin Slawistik und Germanistik. Dort wurde er 1965 mit der Arbeit Die Ortsnamen der Zauche zum Dr. phil. promoviert. Anschließend arbeitete er als Sprachwissenschaftler an der Akademie der Wissenschaften der DDR, insbesondere auf dem Gebiet der slawisch-deutschen Namenkunde. Er beschäftigte sich vor allem mit Orts- und Gewässernamen im Raum Brandenburg und Berlin.
Er verfasste drei Bände des Brandenburgischen Namenbuches in der Reihe Berliner Beiträge zur Namenforschung und beendete einen von Gerhard Schlimpert begonnenen Band.
Reinhard Fischer übersetzt literarische Werke und Sachliteratur aus dem Tschechischen, Russischen, Polnischen, Slowakischen und Serbokroatischen.

## Schriften
- (Red.): Materialien zum Slawischen onomastischen Atlas (= Sitzungsberichte der Sächsischen Akademie der Wissenschaften zu Leipzig, Philologisch-historische Klasse. Band 108, Heft 6). Akademie, Berlin 1964, DNB 453246044.
- Brandenburgisches Namenbuch. Steiner, Stuttgart, DNB 550238743.

Teil 1: Die Ortsnamen der Zauche. 1967, DNB 456174281 (= Dissertation. Humboldt-Universität zu Berlin 1965, DNB 481204857).
Teil 2: Die Ortsnamen des Kreises Belzig. 1970, DNB 456174303.
Teil 4: Die Ortsnamen des Havellandes. 1976, DNB 770507204.
Teil 10: mit Elżbieta Foster u. a.: Die Gewässernamen Brandenburgs. Begonnen von Gerhard Schlimpert. 1996, ISBN 978-3-7400-1001-0.
- (Hrsg.): Namenforschung heute. Ihre Ergebnisse und Aufgaben in der Deutschen Demokratischen Republik. Akademie, Berlin 1971, DNB 720050855.
- Die Ortsnamen der Länder Brandenburg und Berlin. Alter – Herkunft – Bedeutung (= Brandenburgische historische Studien. Band 13). be.bra, Berlin 2005, ISBN 978-3-937233-17-8.

## Übersetzungen
Aus dem Tschechischen:
- Jaroslav Havlíček: Petroleumlampen. Rütten und Loening, Berlin 1983, DNB 840218427.
- Jan Klíma: Der Fall des verlorenen Hundes. Aufbau, Berlin/Weimar 1984, DNB 840795114.
- Karl-Hans Jähn (Hrsg.): Das Prager Kaffeehaus. Literarische Tischgesellschaften. Aus dem Tschechischen von Reinhard Fischer et al. Volk und Welt, Berlin 1988, ISBN 978-3-353-00320-1.
- Václav Pavel Borovička: Mafia. Organisiertes Verbrechen in Amerika. Das Neue Berlin, Berlin 1989, ISBN 978-3-360-00321-8.

Aus dem Russischen:
- Fritz Jüttner (Hrsg.): Alexei Alexejewitsch Leontjew: Psycholinguistische Einheiten und die Erzeugung sprachlicher Äußerungen. Akademie, Berlin 1975, ISBN 978-3-19-006665-0.
- Naum Jakowlewitsch Berkowski: Die Romantik in Deutschland. Koehler und Amelang, Leipzig 1979, DNB 790257661.
- Arkadi und Boris Strugazki: Das Experiment. Heyne, München 2018, ISBN 978-3-453-31918-9.

Aus dem Polnischen:
- Jerzy Siewierski: 5 x Mord. Parodien auf den Kriminalroman. Das Neue Berlin, Berlin 1980, OCLC 749448248.
- Antoni Mączak: „Eine Kutsche ist wie eine Straßendirne“. Reisekultur im Alten Europa. Aus dem Polnischen von Reinhard E. Fischer und Peter Oliver Loew. Schöningh, Paderborn 2017, ISBN 978-3-506-78485-8.

Aus dem Slowakischen:
- Ladislav Ballek: Akazien. Aufbau, Berlin/Weimar 1986, DNB 861064992.

Aus dem Serbokroatischen:
- Branislav Nušić: Der tollwütige Teofilo. Ausgewählt von Reinhard Fischer. Aus dem Serbokroatischen von Werner Creutziger, Reinhard Fischer und Astrid Philippsen. Rütten und Loening, Berlin 1985, DNB 860501205.